# Terrence Malick
Terrence Frederick Malick (uttal: ['mælik]), född 30 november 1943 antingen i Ottawa, Illinois eller i Waco, Texas, är en amerikansk filmregissör, manusförfattare, filmfotograf, filmklippare och filmproducent med assyrisk familjebakgrund (från Libanon). Han har varit verksam i filmbranschen sedan 1969.
Terrence Malick är känd för sin sporadiska produktion av hög visuellt poetisk kvalité och har under en fyra decennier lång karriär regisserat fem spelfilmer. Malick räknas av framstående kritiker och filmregissörer som mästerregissör.
Han vann Guldbjörnen för filmen Den tunna röda linjen vid filmfestivalen i Berlin 1999 och Guldpalmen för The Tree of Life vid filmfestivalen i Cannes 2011.
Han ger ytterst sällan några intervjuer och håller en väldigt låg profil.

## Bakgrund
Terrence Malick föddes 30 november 1943, som äldste son till Emil, en assyrisk geolog från Libanon, och Irene Malick, uppväxt på en bondgård i närheten av Chicago. Han studerade filosofi vid Harvard och Magdalen College, och har även undervisat i samma ämne vid Massachusetts Institute of Technology. Övriga arbeten inkluderar frilansarbete som journalist samt en engelsk översättning av Martin Heideggers Vom Wesen des Grundes.

## Filmografi
| År   | Film                           | Verksam som | Verksam som | Verksam som | Verksam som | Verksam som  | Noteringar |
| År   | Film                           | Regissör    | Producent   | Skribent    | Kompositör  | Skådespelare | Noteringar |
| ---- | ------------------------------ | ----------- | ----------- | ----------- | ----------- | ------------ | --- |
| 1969 | Lanton Mills                   | Ja          |             | Ja          | Ja          | Ja           | Kortfilm |
| 1971 | Kör, sa han                    |             |             | Ja          |             |              | Debutfilm av skådespelaren Jack Nicholson |
| 1971 | Dirty Harry                    |             |             | Ja          |             |              | Ej krediterad omskrivning |
| 1972 | Deadhead Miles                 |             |             | Ja          |             |              | |
| 1972 | Pocket Money                   |             |             | Ja          |             | Ja           | Roll: Arbetare |
| 1973 | Det grymma landet              | Ja          | Ja          | Ja          |             | Ja           | Roll: Man vid dörren (Ej krediterad) |
| 1974 | The Gravy Train                |             |             | Ja          |             |              | |
| 1978 | Himmelska dagar                | Ja          |             | Ja          |             | Ja           | Roll: Arbetare (Ej krediterad) Belönad som bästa regissör vid Filmfestivalen i Cannes 1979 Belönad för bästa foto vid Oscarsgalan 1979                                     |
| 1998 | Den tunna röda linjen          | Ja          |             | Ja          |             |              | Belönad med Guldbjörnen vid Filmfestivalen i Berlin 1999 |
| 1999 | Endurance                      |             | Ja          |             |             |              | |
| 2000 | Xingfu shiguang                |             | Ja          |             |             |              | |
| 2002 | Bear's Kiss                    |             |             | Ja          |             |              | Ej krediterad omskrivning |
| 2004 | The Beautiful Country          |             | Ja          |             |             |              | |
| 2004 | Undertow                       |             | Ja          |             |             |              | |
| 2005 | Den nya världen                | Ja          | Ja          | Ja          |             |              | |
| 2006 | Amazing Grace                  |             | Ja          |             |             |              | |
| 2011 | The Tree of Life               | Ja          |             | Ja          |             |              | Belönad med Guldpalmen vid Filmfestivalen i Cannes 2011. Belönad med The Big Prize for the Best Film Of the Year av FIPRESCI, the International Federation of Film Critics |
| 2012 | To the Wonder                  | Ja          |             | Ja          |             |              | Belönad med SIGNIS Award priset under 2012 Venice Film Festival |
| 2014 | The Better Angels              |             | Ja          |             |             |              | |
| 2015 | Knight of Cups                 | Ja          |             | Ja          |             |              | |
| 2016 | Voyage of Time: Life's Journey | Ja          |             | Ja          |             |              | Dokumentär; Post-production |
| 2017 | Song to Song                   | Ja          |             | Ja          |             |              | Filmad samtidigt som Knight of Cups under 2012. |
| 2019 | A hidden life                  | Ja          |             | Ja          |             |              | Baserad på Franz Jägerstätters liv |
| TBA  | Radegund                       | Ja          |             | Ja          |             |              | |